# Miroslav Venhoda
Miroslav Venhoda (14. srpna 1915 Moravské Budějovice – 10. května 1987 Praha) byl hudební skladatel a teoretik, dirigent Pražských madrigalistů, interpret renesanční a barokní hudby.

## Biografie
Miroslav Venhoda se narodil v roce 1915 v Moravských Budějovicích, kde se také začal v místní hudební škole vzdělávat u Anny Blatné. Absolvoval gymnázium v Moravských Budějovicích. V roce 1930 začal pracovat jako varhaník a o rok později se stal sbormistrem studentského hudebního sboru. Od roku 1934 studoval na Filozofické fakultě Univerzity Karlovy v Praze český jazyk, studia ukončil v roce 1938. Současně navštěvoval přednášky muzikologie se Zdeňkem Nejedlým, Josefem Hutterem, Metodem Doležilem a Josefem Bohuslavem Foersterem. Mezi lety 1938 a 1939 studoval na Pontificio Instituto di Musica Sacra v Římě, po návratu pak 1938 působil Venhoda jako sbormistr chlapeckého sboru Schola cantorum v klášteře v Břevnově, tam působil až do roku 1950, kdy byl klášter nuceně zrušen. Učil také na učitelském ústavu hudbu a působil v kostele svatého Jiljí (mezi lety 1940–1945) jako varhaník a sbormistr a následně také v kostele Nanebevzetí Panny Marie ve Strahovském klášteře.

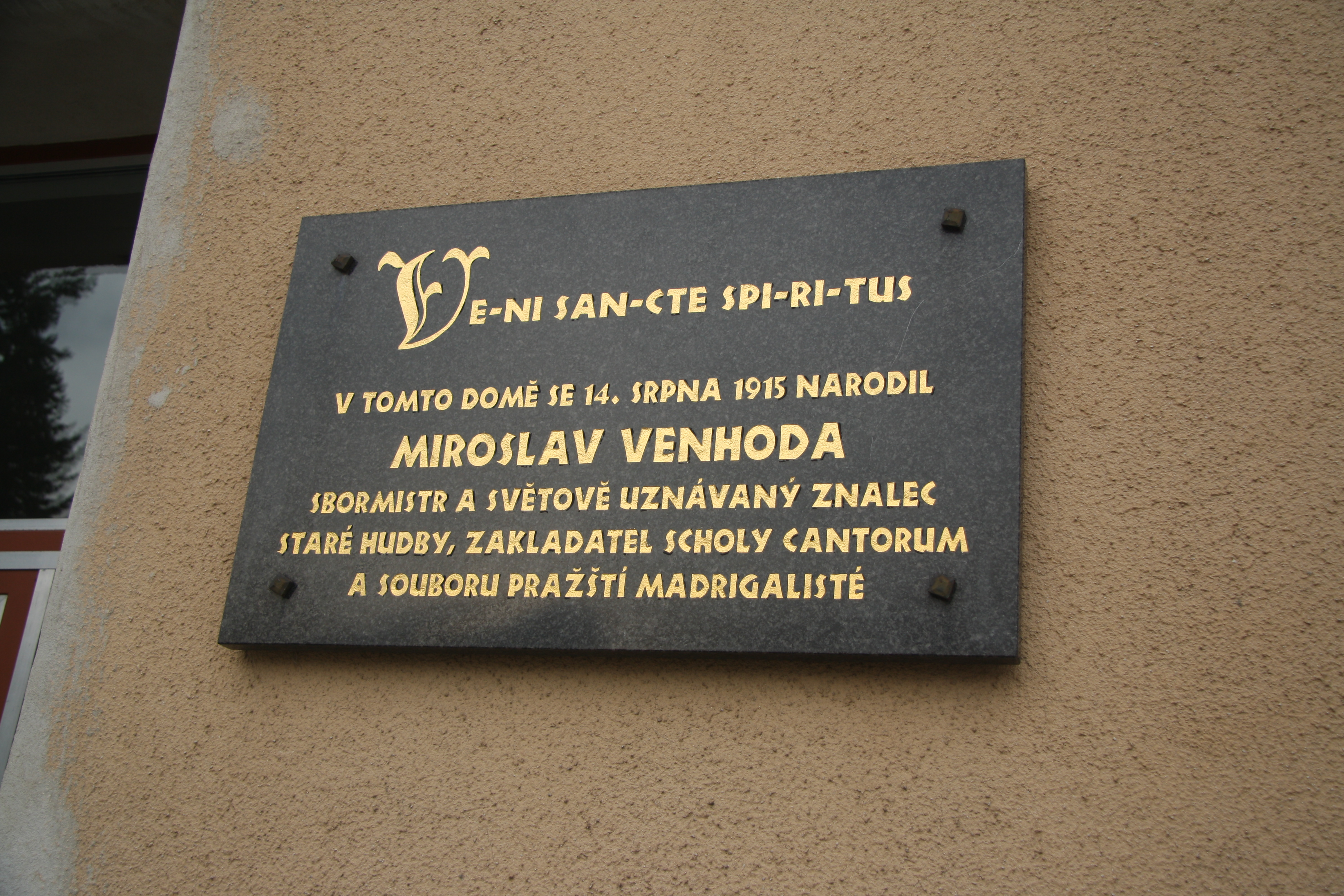
Pamětní deska v Tyršově ulici v Moravských Budějovicích

Po zabrání kláštera nastoupil do Sběrných surovin, kde pracoval až do doby, kdy mu tehdejší ředitel Gramofonových závodů Jaroslav Šeda umožnil pracovat jako hudební redaktor. V roce 1954 se stal sbormistrem dětského sboru Hlahol a o rok později i tamního komorního sboru. V Hlaholu působil do roku 1957, kdy namísto Metoda Doležila nastoupil na místo sbormistra Pěveckého sdružení pražských učitelů. Tam působil do roku 1958, kdy založil soubor Noví pěvci madrigalů a komorní hudby, později byl soubor přejmenován na Pražské madrigalisty. V roce 1967 ukončil spolupráci s Gramofonovými závody a nadále se věnoval madrigalistům. S těmi objel mnoho států světa a následně v roce 1977 se madrigalisté stali jedním z komorních souborů České filharmonie. V roce 1979 ukončil spolupráci s Pražskými madrigalisty a založil Společnost pro starou hudbu. Spolupracoval také s dalšími hudebními soubory. Zemřel při autonehodě v roce 1987.
V roce 1970 obdržel Edisonovu cenu a vyznamenání Zlatý Orfeus a v roce 1973 získal Zlatou medaili organizace UNESCO.